# Christianisme anténicéen
 (janvier 2024).
Motif : Nombreux passages anglophones non traduits, nombreuses fautes typo (majuscules abusives, italiques mal placés, liens internes mal posés), sources insuffisantes.

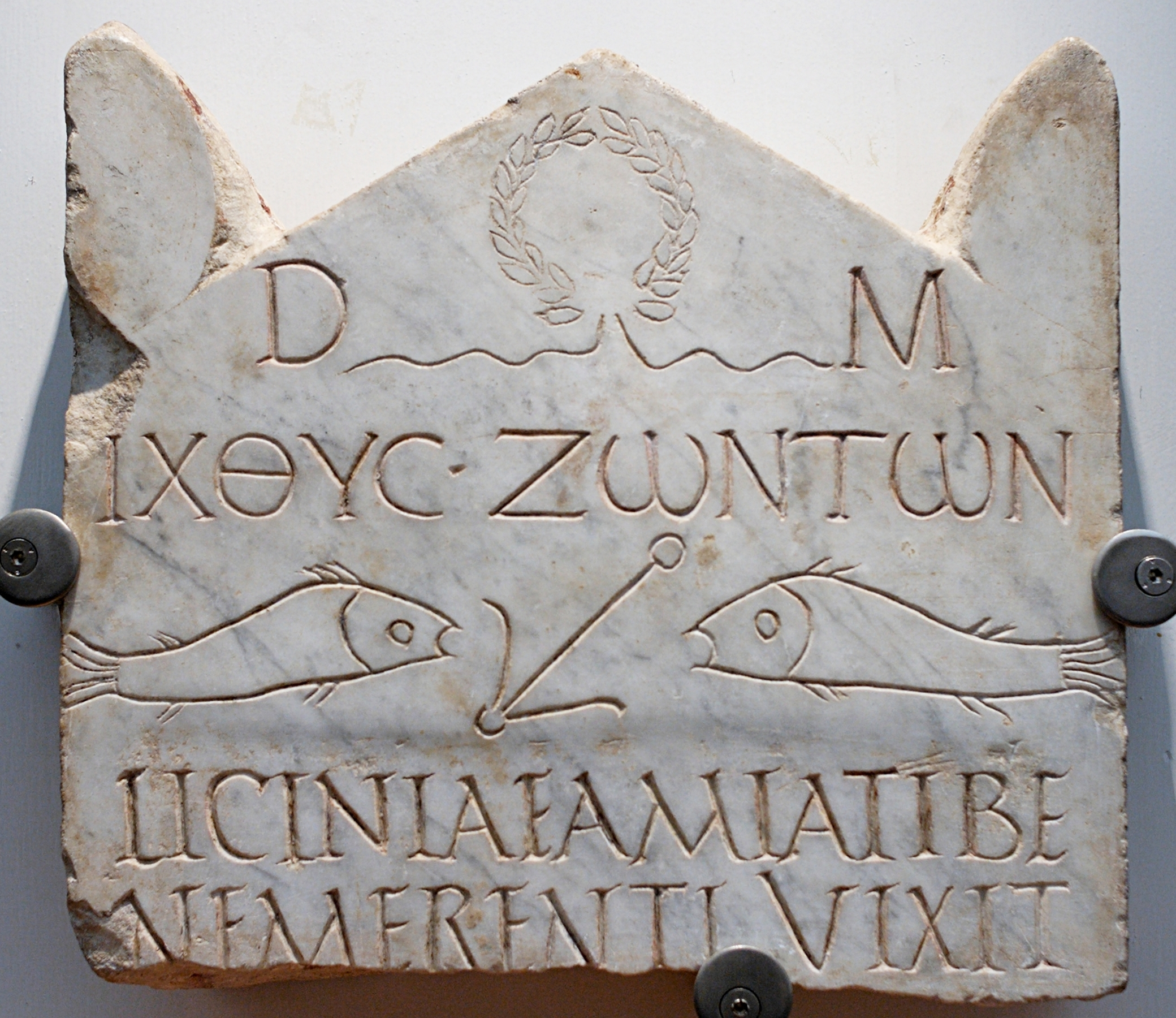
Stèle funéraire de Licinia Amias sur marbre (début du IIIe siècle), provenant de la zone de la nécropole du Vatican et conservée au Musée national romain. Niveau supérieur : dédicace aux Dis Manibus et devise ΙΧΘΥϹ ΖΩΝΤΩΝ (Ikhthus zōntōn, « poisson des vivants »). Niveau intermédiaire : un poisson et une ancre. Niveau inférieur: inscription latine de l'identité du défunt LICINIAE FAMIATI BE / NE MERENTI VIXIT.

Le christianisme anténicéen est la période du christianisme primitif allant de l'âge apostolique du premier siècle apr. J.-C. jusqu'au concile de Nicée (325).

## Contexte et croyances

### Croissance démographique du christianisme
Rodney Stark estime que le nombre de chrétiens a augmenté d'environ 40 % par décennie au cours du Ier siècle et du IIe siècle. Ce taux de croissance phénoménal a obligé les communautés chrétiennes à changer tant dans leur structuration interne que dans leurs relations entre elles et avec leur environnement politique et socio-économique. À mesure que le nombre de chrétiens augmentait, les communautés chrétiennes devenaient plus grandes, plus nombreuses et plus éloignées géographiquement. Le passage du temps a également éloigné certains chrétiens des enseignements originaux des apôtres, donnant lieu à des enseignements divergents semant la controverse et la division au sein des  Églises et entre les  Églises. Les écrivains classiques ont confondu les premières congrégations avec des sociétés funéraires ou fraternelles qui avaient des caractéristiques similaires comme le culte divin, les repas communs, les réunions régulières, l'initiation, les règles de conduite et leurs propres lieux de sépulture.

### Rupture avec le judaïsme
Les deuxième et troisième siècles ont vu une rupture brutale du christianisme avec ses premières racines juives. Il y avait un rejet franc du judaïsme d'alors et de la culture juive à la fin du deuxième siècle, avec un corpus croissant de littérature adversus Judaeos (contre les juifs). Bien que l'utilisation du terme chrétien soit attestée dans les Actes des Apôtres (80–90), la première utilisation enregistrée du terme christianisme (grec : Χριστιανισμός ) est due à Ignace d'Antioche vers 107,, et est associé à la modification du sabbat, à la promotion de l'évêque et à la critique des judaïsants. Le divorce entre christianisme et judaïsme est ainsi entamé, la majorité des chrétiens cessent d'être considérés et de se considérer comme des juifs. Des communautés judéo-chrétiennes perdureront certes jusqu'au IVe siècle en Occident et au Ve siècle en Palestine mais elles furent minoritaires et marginalisées dès le IIe siècle.

### Diversité des sectes chrétiennes
Contrairement au christianisme des IVe et Ve siècles qui subira des interventions doctrinales du gouvernement de l'Empire romain et développa une solide structure épiscopale et unificatrice, le christianisme anténicéen était indépendant de l'État et était bien plus diversifié et polycentrique. De nombreuses variantes de cette époque défient les classements nets, car diverses formes de christianisme interagissaient de manière complexe. Alors que l'église juive chrétienne était centrée à Jérusalem au Ier siècle, le christianisme païen s'est décentralisé au IIe siècle. Divers conciles d'églises anciennes locales et provinciales ont eu lieu pendant cette période, les décisions rencontrant des degrés divers d'acceptation de la part de différents groupes chrétiens. 

### Millénarisme
Le point de vue eschatologique prédominant dans la période ante-nicéenne était le pré-millénarisme, la croyance en un règne visible du Christ en gloire sur terre avec les saints ressuscités pendant mille ans, avant la résurrection générale et le jugement. Justin Martyr et Irenaeus étaient les partisans les plus fervents du prémillénarisme. Justin Martyr se voyait continuer dans la croyance « juive » d'un royaume messianique temporaire avant l'état éternel,, Irénée a consacré le livre V de ses Contre les hérésies à la défense de la résurrection physique et du jugement éternel.
Parmi les premiers pré-millénaristes il y avait Pseudo-Barnabé, Papias d'Hiérapolis, Méthode d'Olympe, Lactance, Commodien, Théophile d'Antioche, Tertullien, Meliton de Sardes, Hippolyte de Rome et Victorin de Pettau,. Au troisième siècle, il y avait une opposition croissante au pré-millénarisme. Origène a été le premier à contester ouvertement cette doctrine. Denys d'Alexandrie s'est opposé au pré millénarisme lorsque l'œuvre chiliastique, La réfutation des allégoriseurs de Nepos, un évêque d'Égypte, est devenue populaire à Alexandrie, comme indiqué par Eusèbe de Césarée dans Histoire ecclésiastique. Eusèbe a dit du prémillénarien, Papias, qu'il était « un homme de petite capacité mentale » parce qu'il avait pris l'Apocalypse au pied de la lettre.

## Pratiques
Les communautés chrétiennes sont venues adopter certaines pratiques juives tout en en rejetant d'autres. Seul Marcion a proposé le rejet de toute pratique juive, mais il a été excommunié à Rome en 144 et déclaré hérétique par la proto-orthodoxie croissante.

### Sabbat
Selon Richard Bauckham, l'église post-apostolique contenait diverses pratiques en ce qui concerne le sabbat. Il semble clair que la majorité de l'Église primitive ne considérait pas l'observation du sabbat comme nécessaire ou d'une importance essentielle pour les chrétiens qui ont en fait préféré le dimanche.

### Baptême infantile
Le baptême des enfants était largement pratiqué au moins au troisième siècle mais il est contesté qu'il l'ait été au cours des deux premiers siècles du christianisme. Certains croient que l'Église de l'époque apostolique pratiquait le baptême des enfants, arguant que la mention du baptême des ménages dans les Actes des Apôtres aurait inclus les enfants du foyer. D'autres croient que les nourrissons ont été exclus du baptême des ménages, citant des versets de la Bible qui décrivent les foyers baptisés comme croyants, alors que les nourrissons ne le sont pas. Au IIe siècle, Irénée, évêque de Lyon, y a peut-être fait référence,. De plus, Justin Martyr a décrit le baptême dans sa Première Apologie (écrit au milieu du IIe siècle), comme une option, en l'opposant à l'absence de choix que l'on a dans sa naissance physique. Cependant, Justin Martyr semble également laisser entendre ailleurs que les croyants étaient des « disciples de l'enfance », indiquant de cette manière qu'ils étaient peut-être baptisés.
La tradition apostolique demande de « baptiser d'abord les enfants, et s'ils peuvent parler d'eux-mêmes, qu'ils le fassent. Sinon, laissez leurs parents ou d'autres proches parler pour eux ». Si elle a été écrite par Hippolyte de Rome, la tradition apostolique pourrait être datée d'environ 215, mais les chercheurs récents pensent qu'elle est issue de sources distinctes allant du milieu du IIe siècle au IVe siècle,, rassemblées et compilées entre 375–400 environ. Les preuves du troisième siècle sont plus claires, avec Origène (appelant au baptême des enfants « selon l'usage de l'Église ») et Cyprien qui préconisait cette pratique. Tertullien reconnaît la coutume (les parrains parlant au nom des enfants) mais, ayant une vision inhabituelle du mariage, il s'y oppose au motif que le baptême devrait être reporté après le mariage.
L'interprétation des pratiques baptismales de l'Église primitive est importante pour des groupes tels que les baptistes, les anabaptistes et les Églises du Christ qui croient que le baptême des enfants était un développement qui s'est produit de la fin du IIe siècle au début du IIIe siècle. Les premiers écrits chrétiens mentionnés ci-dessus, qui datent du IIe siècle et du IIIe siècle, indiquent qu'ils ont pratiqué cette coutume dès le IIe siècle.

### Date de Pâques
Les chrétiens de Méditerranée orientale et occidentale avaient des différents et des désaccords remontant au IIe siècle. Parmi les premiers différends les plus importants, il y a la controverse sur la Pâque quartodécimaine. Jusqu'à la fin du IIe siècle, il y avait une disparité dans la datation de la célébration de la Pâque chrétienne et la Pâque entre les églises occidentales et celles d'Asie Mineure. Les églises d'Asie Mineure l'ont célébrée le 14 du mois juif de Nisan, la veille de la Pâque juive, quel que soit le jour de la semaine où elle est tombée, car la crucifixion avait eu lieu la veille de la Pâque selon l'Évangile de Jean. Les Latins les appelaient Quartodécimaines, signifiant littéralement quatorzième. À l'époque, l'Occident célébrait Pâques le dimanche suivant le 14 Nisan.
Victor, l'évêque de Rome, a tenté de déclarer la pratique du 14 Nisan hérétique et d'excommunier tous ceux qui la suivaient. À cette occasion, Irénée et Polycrate d'Ephèse ont écrit à Victor. Irénée lui a rappelé l'attitude plus tolérante de son prédécesseur et Polycrate a énergiquement défendu la pratique asiatique. L'« excommunication » des asiatiques par Victor a apparemment été annulée et les deux parties se sont réconciliées à la suite de l'intervention d'Irénée et d'autres évêques, y compris Tertullien. Tertullien et Irénée étaient tous deux des élèves de Polycarpe, qui était un disciple de l'apôtre Jean et, selon les propres mots, également un « auditeur » des autres apôtres. Polycarpe était évêque à Smyrne.
Eusèbe a ensuite affirmé que des synodes et des conférences d'évêques avaient été convoqués et ont statué « sans voix dissidente » pour placer Pâques un dimanche. Une méthode uniforme de calcul de la date de Pâques n'a été formellement abordée qu'en 325 lors du premier concile de Nicée. Aujourd'hui, la date varie toujours entre l'Ouest et l'Est, mais c'est parce que l'Occident a plus tard adopté le calendrier grégorien qui a remplacé calendrier julien.

### Monachisme
Le monachisme chrétien institutionnel semble avoir commencé dans les déserts de l'Égypte du IIIe siècle sous une forme de ce que l'on pourrait appeler un martyr vivant. Antoine le Grand (251-356) a été le premier à quitter spécifiquement le monde et à vivre dans le désert en tant que moine. Antoine a vécu comme un ermite dans le désert et son exemple a progressivement influencé des disciples qui vivaient comme des ermites à proximité mais pas en véritable communauté avec lui. L'un d'eux, Paul l'Ermite (également connu sous le nom de Paul de Thèbes, 226 / 7 à 341), vivait dans une solitude absolue pas très loin d'Antoine et était même considéré par ce dernier comme un moine parfait. Paul était allé dans le désert avant Antoine, mais pour échapper à la persécution plutôt que dans le but de poursuivre Dieu. Ce type de monachisme est appelé érémitique ou « semblable à l'ermite ». Pacôme le Grand de Thèbes (292–348) est traditionnellement considéré comme le fondateur du monachisme cénobitique, dans lequel les moines vivent dans des communautés isolées du monde mais pas les unes des autres.
Le monachisme se répandant en Orient depuis les ermites vivant dans les déserts d'Égypte, de Palestine, de Syrie, en Asie mineure et au-delà, les paroles (apophthegmata) et les actes (praxeis) des Pères du désert ont été ainsi transcrits et diffusés, d'abord parmi leurs confrères monastiques, puis également parmi les laïcs.

### Iconographie ancienne

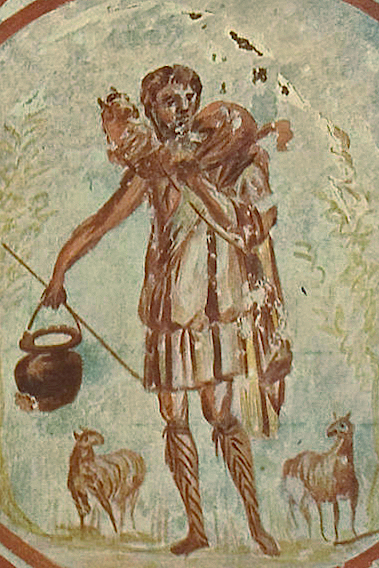
Christ Jésus, le Bon Pasteur, troisième siècle.

L'art chrétien n'est apparu qu'assez tard. Selon l'historien de l'art André Grabar, les premières images chrétiennes connues apparaissent vers 200 bien qu'il existe des preuves littéraires que de petites images domestiques ont été utilisées plus tôt. Même si de nombreux juifs hellénisés semblent, comme à la synagogue Dura-Europos, avoir eu des images de figures religieuses, l'interdiction traditionnelle de la mosaïque des « images gravées » a sans aucun doute conservé un certain effet. Ce rejet précoce des images, même s'il n'a jamais été notifié par les théologiens, ainsi que la nécessité de cacher la pratique chrétienne afin d'éviter la persécution, laisse peu de traces archéologiques concernant le christianisme ancien et son évolution. Les plus anciennes peintures chrétiennes sont des catacombes romaines, datées d'environ 200, et les plus anciennes sculptures chrétiennes sont des sarcophages, datant du début du IIIe siècle.

## Diversité des sectes chrétiennes
Le christianisme anténicéen se caractérise par une grande diversité de courants ayant opté pour des conceptions de Dieu et du Christ incompatibles mais en dialogue constant entre eux et aux frontières mobiles. Les relations entre les différentes sectes chrétiennes et la place de la proto-orthodoxie parmi elles sont un sujet de débat académique continu.
Le point de vue prédominant, promu par les Églises chrétiennes conciliaires, a longtemps été que la position orthodoxe fut majoritaire et unifiée dès avant le concile de Nicée. Les pères de l’Église auraient été globalement d'accord entre eux et en lutte contre une minorité d'hérétiques. Plusieurs historiens du christianisme ont remis en cause cette vision au XXe siècle.
Walter Bauer est l'un des tout premiers à avoir proposé une autre histoire du christianisme anténicéen  dans Orthodoxy and Heresy in Earliest Christianity paru en 1934. En s'appuyant sur une distinction entre les chrétiens juifs les chrétiens pauliniens et d'autres groupes tels que les gnostiques et les marcionites, il a fait valoir que le christianisme primitif était fragmenté, avec diverses interprétations concurrentes, un seul de ces partis finissant par dominer. Les travaux de Bauer ont été approfondis et nuancés par plusieurs historiens, notamment par Elaine Pagels et Bart Ehrman qui ont soutenu l'existence de davantage de variantes du christianisme au cours des premiers siècles. Ils voient le christianisme primitif comme fragmenté en orthodoxies concurrentes contemporaines,. Dans la continuité de Bauer, Eamon Duffy note que le christianisme dans tout l'Empire romain était « dans un état de fermentation créative violente » au cours du IIe siècle. L'orthodoxie, ou proto-orthodoxie, coexistait avec des formes de christianisme qu'ils considéreraient bientôt comme une « hérésie » déviante. Duffy considère que les orthodoxes et les non-orthodoxes étaient parfois difficiles à distinguer pendant cette période, et dit simplement que le christianisme primitif à Rome avait une grande variété de sectes chrétiennes concurrentes.
Certains historiens s'opposent cependant à l'accent croissant mis sur l'hétérodoxie. Un mouvement loin de présumer l'exactitude ou la domination de l'orthodoxie qui est considéré comme neutre, mais qui critique l'analyse historique supposant que les sectes hétérodoxes sont supérieures au mouvement orthodoxe.

### Variations théologiques
La période anté-nicéenne a vu l'essor d'un grand nombre de sectes et mouvements chrétiens aux caractéristiques unificatrices fortes, absents de la période apostolique. Ils avaient à la fois des variations sur les textes tenus pour sacrés et sur leurs interprétations, en particulier des divergences sur la nature et l'unicité de Dieu et sur la nature du Christ (divine et/ou humaine). Un autre point de désaccord était à propos de la relation au judaïsme. De nombreuses variations à cette époque défient les catégorisations soignées, car diverses formes de christianisme interagissaient de manière complexe pour former le caractère dynamique du christianisme à cette époque. La période post-apostolique était extrêmement diversifiée à la fois en termes de croyances et de pratiques. En plus du large éventail de branches générales du christianisme, il y avait une diversité et des changements constants qui entraînaient des conflits internes et une adoption syncrétique.
Les principaux mouvements étaient :
- La Proto-orthodoxie qui est devenue la Grande Église. Elle se réclame des Pères apostoliques et via eux des apôtres, en particulier de Paul de Tarse (succession apostolique). Elle croit dans la Trinité - c'est-à-dire que Dieu le Père, Dieu le Fils et le Saint-Esprit sont une même et unique substance avec trois hypostases. Elle croit également dans la double nature divine et humaine du Christ. Celle-ci reflète le fait que les mondes matériel et spirituel sont tous les deux bons car créés par Dieu, contrairement à ce que croient les gnostiques[45]. Une partie de la tendance unificatrice de la proto-orthodoxie était un anti-judaïsme de plus en plus dur et le rejet des judaïsants.
- Le Gnosticisme (du IIe siècle au IVe siècle) : mouvement polymorphe (Valentinianisme, Gnosticisme séthien, Simonisme, Caïnisme, Ophisme ...), qui a prétendu avoir reçu des enseignements secrets (gnose) de Jésus via d'autres apôtres qui n'étaient pas connus du public, ou dans le cas de Valentin de Paul l'Apôtre. Le gnosticisme repose sur l'existence de telles connaissances cachées qui assureraient le salut, mais de brèves références aux enseignements privés de Jésus ont également survécu dans les Écritures canoniques [46]. Les gnostiques ont également affirmé que les sources de l'inspiration divine n'étaient pas taries, ce qui est la doctrine de la révélation continue[réf. nécessaire]. Les gnostiques décrivent Jésus comme un humain devenu divin grâce à la connaissance[47]. Ils opposent radicalement le monde matériel et le monde spirituel, la matière étant jugée mauvaise et l'esprit bon et distinguent Dieu, qui règne sur le monde spirituel, et le Démiurge, créature de Dieu qui a créé à son tour le monde matériel. Ils furent en cela en partie influencés par le néo-platonisme et les cultes à mystère.
- Le Marcionisme (IIe siècle) : mouvement fondé par Marcion qui considère que le Dieu de Jésus était un Dieu différent du Dieu de l'Ancien Testament et supérieur à lui. Le marcionisme était ainsi hostile au judaïsme et appelé à rejeter l'Ancien Testament.
- Le Montanisme (du IIe siècle au VIe siècle) un mouvement initié par Montanus de Phrygie et ses deux acolytes féminins, Maximilla et Priscilla, qui prétendaient recevoir des révélations prophétiques du Saint-Esprit. Le montanisme n'avait pas de forte divergence doctrinale avec la proto-orthodoxie. Certains le rapprochent du pentecôtisme contemporain.
- L'Adoptianisme (IIe siècle) : mouvement qui considère que Jésus est de nature humaine et non divine : il n'est pas né comme Fils de Dieu, mais a été adopté lors de son baptême, de sa résurrection ou de son ascension.
- Le Docétisme (du IIe siècle au IIIe siècle) : mouvement exactement opposé à l'adoptianisme qui considère que Jésus est de nature purement divine et non humaine, il est pur esprit et son corps est une illusion. Il n'a donc pas souffert la Passion.
- Le Sabellianisme (IIIe siècle) : mouvement qui considère que le Père, le Fils et le Saint-Esprit sont trois modes du Dieu unique et non les trois personnes distinctes de la Trinité.
- L'Arianisme (du IIIe siècle au IVe siècle) : mouvement fondé par Arius qui reconnaît que Jésus est de nature divine mais considère qu'il a été créé par Dieu le Père et a donc un statut moindre que celui-ci. Il se décline sous diverses tendances plus ou moins radicales (Anoméisme, Eunomisme, Arianisme Eusébien, Homéisme ...)

- Les mouvements baptistes judéo-chrétiens :
  - L’Ébionisme : groupe de chrétiens primitifs judéo-chrétiens baptistes qui ont émergé au début de l'ère chrétienne. Ils se distinguaient par leur stricte observance de la Loi juive, y compris la circoncision et les pratiques du sabbat. Les Ébionites rejetaient la divinité de Jésus et ne croyaient pas en la Trinité. Certains d'entre eux rejetaient également les écrits de l'apôtre Paul.
  - L’Elkasaïsme : groupe religieux du IIe siècle, souvent considéré comme une secte judéo-chrétienne baptiste ou gnostique. Ils étaient influencés par des éléments du judaïsme, du christianisme et du gnosticisme. Le fondateur présumé, Alcibiade d'Apamée, aurait prêché une doctrine syncrétiste qui combinait des éléments juifs et chrétiens avec des éléments mystiques. Les Élkasaïtes croyaient en une série de manifestations divines successives, dont Jésus, et pratiquaient des rituels ascétiques.
  - Le Nazaréisme/Nazoréisme : mouvement ou secte juive du Ier siècle qui partageait des similitudes avec le christianisme primitif. Les nazôréens se réclament de Jésus de Nazareth (ou Jésus le « Nazaréen ») et, tout comme lui et certains de ses premiers disciples, continuent d'observer la Torah, et notamment la circoncision, les interdits alimentaires et le Shabbat. Ils reconnaissent en Jésus, qu'ils proclament « Serviteur de Dieu », le Messie.

Au milieu du IIe siècle, les communautés chrétiennes de Rome, par exemple, étaient divisées entre les proto-orthodoxes, les adeptes de Marcion, de Montanus et ceux de Valentin. Les diverses interprétations qui ont été qualifiées d'hérésies par les dirigeants de l'Église proto-orthodoxe avaient ainsi de nombreux adeptes.

### Proto-orthodoxie

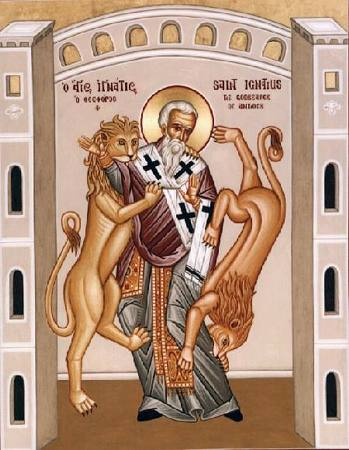
Ignace d'Antioche, l'un des Pères apostoliques et le troisième évêque d'Antioche, était considéré comme un élève de Jean l'Apôtre. En route vers son martyre à Rome (en 108), Ignace a écrit une série de lettres conservées qui sont des exemples de la théologie chrétienne de la fin du Ier siècle au début du IIe siècle.

Le christianisme diffère des autres religions romaines en ce qu'il expose ses croyances d'une manière clairement définie. Bien que l'orthodoxie n'existe pas à proprement parler avant le concile de Nicée, premier concile œcuménique, les historiens reconnaissent une « proto-orthodoxie », c'est-à-dire un courant du christianisme primitif ayant un dogme précurseur à celui qui sera admis par la quasi-intégralité de la chrétienté après le concile de Nicée : il n'y a qu'un seul Dieu mais il a trois personnes — le Père, le Fils, et le Saint Esprit — (Trinité), Jésus étant à la fois de nature divine et de nature humaine (Incarnation). Les partisans de cette proto-orthodoxie ont lutté à partir du IIe siècle contre d'autres formes de christianisme, jusqu'à parvenir à s'imposer comme orthodoxie au IVe siècle.
Irénée a été l'un des premiers à soutenir la « proto-orthodoxie » en affirmant dans son Contre les hérésies (vers 180), d'une part, que sont canoniques seulement quatre évangiles, les évangiles synoptiques et l'Évangile de Jean, et, d'autre part, que sa foi est identique à celle que Jésus avait donnée aux douze apôtres avec pour preuve que l'identité des apôtres, de leurs successeurs et de leurs enseignements étaient tous connus du public[réf. nécessaire]. Irénée invoque ainsi la succession apostolique comme argument contre les hérésies et rejette comme apocryphes certains Évangiles circulant à l'époque (Protévangile de Jacques, Évangile de Judas, etc).
Les premières attaques contre les hérésies présumées ont fait l'objet de la prescription de Tertullien contre les hérétiques (en 44 chapitres, écrite à Rome), et d'Irénée contre les hérésies, écrite à Lyon après son retour d'une visite à Rome. Les lettres d'Ignace d'Antioche et de Polycarpe de Smyrne à diverses églises ont mis en garde contre les faux enseignants, et l'épître de Barnabé, acceptée par de nombreux chrétiens comme faisant partie des Écritures au IIe siècle, a mis en garde contre le mélange du judaïsme avec le christianisme, comme l'ont fait d'autres écrivains, menant aux décisions prises lors du premier concile de Nicée, convoqué par l'empereur Constantin à Nicée en 325 en réponse à la controverse suscitée par l'arianisme.
À la fin du IIIe siècle, la proto-orthodoxie est devenue dominante. Les enseignements tenus pour orthodoxes se réclament de la succession apostolique. Tous les autres enseignements sont dès lors tenus pour des hérésies.

#### Développer la hiérarchie de l'Église

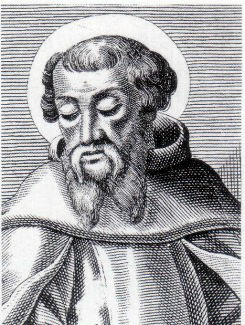
Irénée a écrit Sur la détection et le renversement de la soi-disant gnose.

Dans l'église post-apostolique, les évêques ont émergé en tant que surveillants des populations chrétiennes urbaines, et un clergé hiérarchique a progressivement pris la forme d'épiskopos (surveillants, évêques), de prêtres (anciens), puis de diacres (serviteurs).
Une hiérarchie au sein du christianisme paulinien semble s'être développée à la fin du Ier siècle et au début du IIe siècle (voir Épîtres pastorales, 90-140). Robert Williams postule que « l'origine et le développement le plus précoce de l'épiscopat et du monépiscopat et le concept ecclésiastique de succession (apostolique) étaient associés à des situations de crise dans l'Église primitive ». Alors que Clément de Rome[réf. nécessaire] et les auteurs du Nouveau Testament utilisent les termes surveillant et ancien de manière interchangeable, une structure épiscopale devient plus visible au IIe siècle.
Roger Haight pose le développement de l'ecclésiologie sous la forme d'un « catholicisme précoce » comme une réponse au problème de l'unité de l'Église. Ainsi, la solution à la division résultant de l'enseignement hétérodoxe a été le développement de « structures de ministère plus strictes et plus standardisées ». L'une de ces structures est la forme tripartite de direction d'Église composée d'épiskopoi (surveillants); presbyteroi (anciens), comme ce fut le cas avec les communautés juives; et diakonoi (serviteurs ministériels). Des prêtres ont été ordonnés et ont aidé l'évêque; à mesure que le christianisme se répandait, en particulier dans les zones rurales, les prêtres exerçaient plus de responsabilités et prenaient une forme particulière de prêtres. Les diacres remplissaient également certaines fonctions, comme s'occuper des pauvres et des malades.
Une grande partie de l'organisation officielle de la structure ecclésiastique a été faite par les évêques. Cette tradition de clarification peut être considérée comme établie par les Pères apostoliques, eux-mêmes évêques.
L'Encyclopédie catholique fait valoir que bien que les preuves soient rares au IIe siècle, la primauté de l'Église de Rome est affirmée par le document d'Irénée de Lyon contre les hérésies (en 189). En réponse à l'enseignement gnostique du IIe siècle, Irénée a créé le premier document connu considéré comme décrivant la succession apostolique y compris les successeurs immédiats de Pierre et Paul: Lin, Anaclet, Clément de Rome, Evariste, Alexandre Ier et Sixte Ier. L'Église catholique considère ces hommes comme les premiers papes à travers lesquels des papes ultérieurs revendiqueraient l'autorité. Dans la succession apostolique, un évêque devient le successeur spirituel de l'évêque précédent dans une lignée remontant aux apôtres eux-mêmes. Au cours du IIe siècle, cette structure organisationnelle est devenue universelle et continue d'être utilisée dans les églises catholiques, orthodoxes et anglicanes ainsi que dans certaines dénominations protestantes.

#### Centres d'église importants
Jérusalem était un important centre religieux jusqu'à l'an 135. Elle avait le prestige d'être la ville de la crucifixion de Jésus et où sa résurrection était rapportée et était le centre de l'âge apostolique, mais elle a connu un déclin au cours des années des guerres judéo-romaines (66-135). Le premier concile de Nicée a reconnu et confirmé la tradition selon laquelle Jérusalem continuait à recevoir « un honneur spécial », mais ne lui a même pas attribué l'autorité métropolitaine dans sa propre province, encore moins la juridiction extra-provinciale exercée par Rome et les autres sièges mentionnés ci-dessus.
Constantinople n'a pris de l'importance qu'après la première période chrétienne, étant officiellement fondée en 330, cinq ans après le premier concile de Nicée, bien que la ville d'origine beaucoup plus petite de Byzance ait été un des premiers centres du christianisme, en grande partie en raison de sa proximité avec l'Anatolie.
La communauté et le siège du patriarcat selon la tradition orthodoxe ont été fondés par saint Pierre puis donnés à saint Ignace, dans ce qui est aujourd'hui la Turquie.

#### Rome et la papauté

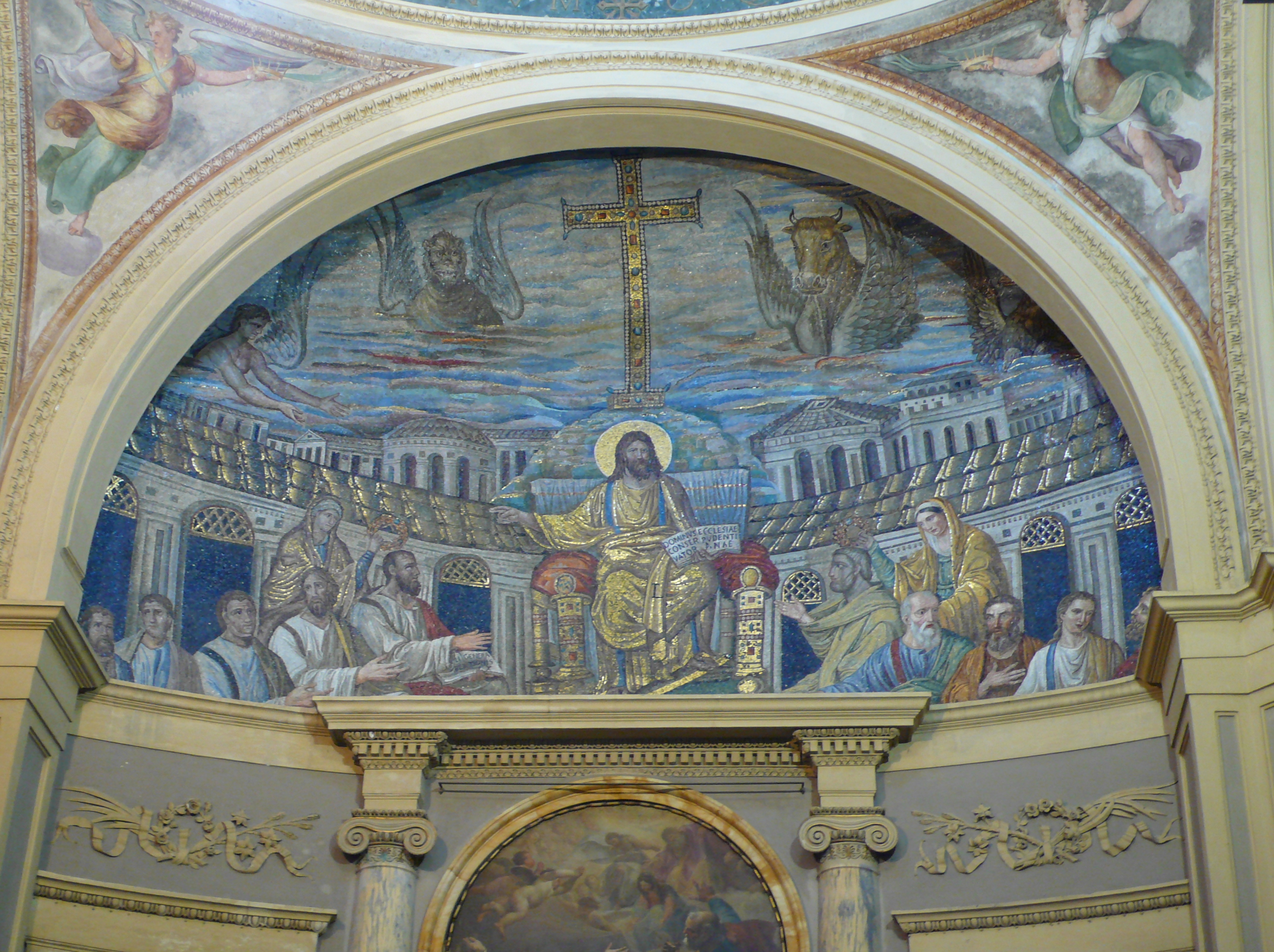
Une scène montrant le Christ Pantocrator à partir d'une mosaïque romaine dans l'église de Santa Pudenziana à Rome, vers 410.

Irénée de Lyon croyait au IIe siècle que Pierre et Paul avaient été les fondateurs de l'Église à Rome et qu'ils avaient nommé Linus comme évêque successeur.
Les quatre patriarches orientaux ont affirmé le ministère et la mort de Saint Pierre à Rome et la succession apostolique des évêques romains. Cependant, ils ont perçu cela comme une marque d'honneur plutôt qu'une autorité globale sur les croyances et les pratiques, car ils se considéraient toujours comme les autorités finales dans leurs propres régions, (voir par exemple les évêques métropolitains et la Pentarchie), mais toujours sous la direction générale de l'évêque de Rome. D'autres patriarches se sont tournés vers Rome pour obtenir de l'aide dans le règlement des différends, mais ils ont également écrit à d'autres patriarches influents pour obtenir de l'aide de la même manière. En dehors de quelques exceptions notables, le corps de la littérature restée de cette période, et même aussi tard que les Ve siècle et VIe siècle est dit par Bernhard Schimmelpfennig pour illustrer la portée généralement limitée de l'autorité des évêques romains, mais en a néanmoins reconnu l'autorité.
William Kling déclare qu'à la fin du IIe siècle, Rome était un centre important, sinon unique, du christianisme, mais n'avait aucune prétention convaincante à la primauté. Le texte de preuve de Petrine se produit pour la première fois historiquement dans un différend entre Cyprien de Carthage et le pape Étienne. Un évêque de Césarée du nom de Firmilian s'est rangé du côté de Cyprien dans sa dispute, s'élevant contre « l'arrogance insultante » de Stephen et les revendications d'autorité basées sur le siège de Pierre. L'argument de Cyprien a prévalu, car les revendications du pape Stephen ont été rejetées.
Selon Cyprien, les évêques détenaient les clés du pardon des péchés, tous les évêques étant les successeurs de saint Pierre. Jérôme a repris plus tard l'argument de la primauté de l'évêque romain au Ve siècle, position adoptée par le pape Léon I.
À la fin de la première période chrétienne, l'église de l'Empire romain comptait des centaines d'évêques, certains d'entre eux (Rome, Alexandrie, Antioche, « autres provinces ») détenant une forme de juridiction sur d'autres.

#### Développement du canon chrétien

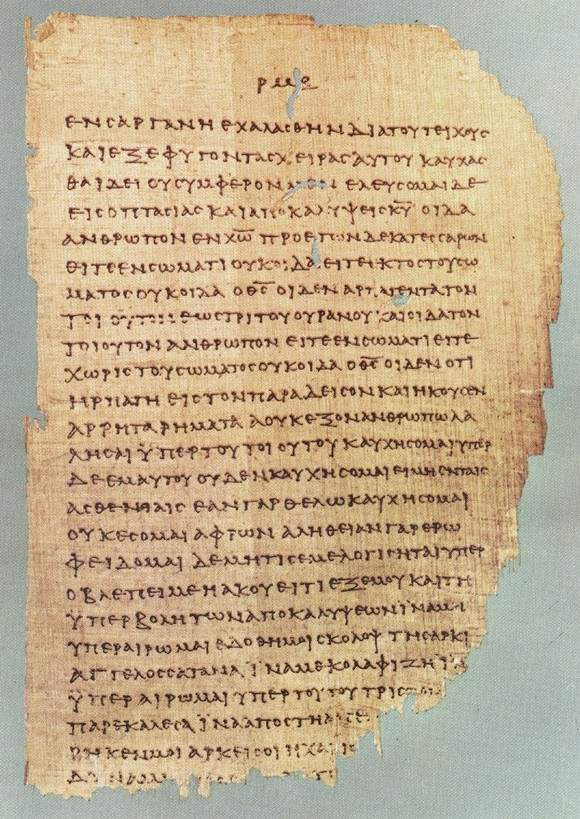
Un folio de P46, une collection d'épîtres pauliniennes du début du.

Les livres du canon du Nouveau Testament, qui incluent les évangiles canoniques, les actes, les lettres des apôtres et la révélation, ont été écrits avant 120 mais n'ont pas été définis comme « canon » par le courant dominant orthodoxe jusqu'au IVe siècle.
Les écrits attribués aux apôtres ont circulé parmi les premières communautés chrétiennes. Les épîtres pauliniennes circulaient sous des formes collectées à la fin du Ier siècle. Justin Martyr, au début du IIe siècle, mentionne les « mémoires des apôtres », que les chrétiens appelaient « évangiles » et qui étaient considérés comme comparables à l'Ancien Testament. Un canon à quatre évangiles (le Tétramorphe ) a été affirmé par Irenée, qui s'y réfère directement.
Des débats sur les Écritures étaient en cours au milieu du IIe siècle, parallèlement à une augmentation drastique de nouvelles Écritures, tant juives que chrétiennes. Les débats concernant la pratique et la croyance sont devenus progressivement dépendants de l'utilisation des Écritures autres que ce que Melito appelait l'Ancien Testament, comme l'a développé le canon du Nouveau Testament. De même, au IIe siècle, on s'est éloigné de la révélation directe comme source d'autorité, notamment contre les montanistes. « Écriture » avait encore un sens large et faisait généralement référence à la Septante chez les Grecs ou aux Targums chez les Araméens ou aux traductions de Vetus Latina à Carthage. Au-delà de la Torah (la loi) et de certaines des premières œuvres prophétiques (les prophètes ), il n'y avait pas d'accord sur le canon, mais cela n'a pas été beaucoup débattu au début.
Certains théorisent que la scission entre le christianisme primitif et le judaïsme au milieu du IIe siècle a finalement conduit à la détermination d'un canon juif par l'émergence mouvement rabbinique mais, comme d'aujourd'hui, il n'y a pas de consensus scientifique quant au moment où le canon juif était réglé. Par exemple, certains érudits soutiennent que le canon juif a été fixé plus tôt, par la dynastie hasmonéenne (140–137 av. J.-C.). Il y a un manque de preuves directes concernant le moment où les chrétiens ont commencé à accepter leurs propres écritures aux côtés de la Septante bien qu'au début du IIe siècle, ils aient conservé une forte préférence pour la tradition orale, comme l'ont clairement démontré les écrivains de l'époque, comme Papias.
La plus ancienne liste de livres pour le canon du Nouveau Testament est le fragment muratorien datant de 170. Il montre qu'en 200 il existait un ensemble d'écrits chrétiens quelque peu similaires à ce qui est maintenant le Nouveau Testament de 27 livres, qui comprenait les quatre évangiles.
Au début des années 200, Origène d'Alexandrie utilisait peut-être les mêmes 27 livres que dans le Nouveau Testament moderne, bien qu'il y ait encore des différends sur la canonicité des Hébreux, Jacques, II Pierre, II Jean et III Jean et l'Apocalypse appelé Antilegomena (après Eusèbe).

## Premiers écrits orthodoxes - Pères de l'Église
Depuis la fin du IVe siècle, le titre « Pères de l'Église » est utilisé pour désigner un groupe d'écrivains ecclésiastiques plus ou moins bien définis faisant autorités en matière doctrinale. Ce sont les premiers théologiens et écrivains influents de l'Église chrétienne primitive, qui ont eu une forte influence sur le développement de la proto-orthodoxie. Ils ont produit deux sortes d'œuvres: théologiques et « apologétiques », ces dernières étant des œuvres visant à défendre la foi en utilisant la raison pour réfuter les arguments contre la véracité du christianisme.

### Apologistes
Face aux critiques des philosophes grecs et face à la persécution, les apologistes ont écrit pour justifier et défendre la doctrine chrétienne. Les œuvres de Justin Martyr représentent les « excuses » chrétiennes les plus anciennes de taille notable.

### Pères apostoliques
Les premiers pères de l'Église (dans les deux générations des douze apôtres du Christ) sont généralement appelés les pères apostoliques, car ils auraient personnellement connu et étudié sous les apôtres personnellement. Les pères apostoliques importants du IIe siècle incluent le pape Clément I (mort en 99), Ignace d'Antioche (35 -110) et Polycarpe de Smyrne (69 - 155). En outre, le Pasteur d'Hermas est généralement placé parmi les écrits des Pères apostoliques, bien que son auteur soit inconnu.
Ignace d'Antioche (également connu sous le nom de Théophorus) était le troisième évêque ou patriarche d'Antioche et un élève de l'apôtre Jean. En route vers son martyre à Rome, Ignace a écrit une série de lettres qui ont été conservées comme un exemple de la théologie des premiers chrétiens. Les sujets importants abordés dans ces lettres comprennent l'ecclésiologie, les sacrements, le rôle des évêques et le sabbat biblique. Il est le deuxième après Clément à mentionner les épîtres de Paul.
Polycarpe de Smyrne était un évêque de Smyrne (aujourd'hui Izmir en Turquie). Il est noté qu'il avait été un disciple de Jean. Les options pour ce Jean sont Jean le fils de Zébédée traditionnellement considéré comme l'auteur du quatrième évangile, ou Jean le Presbytère. Les avocats traditionnels suivent Eusèbe en insistant sur le fait que la connexion apostolique de Papius était avec Jean l'Évangéliste, et que ce Jean, l'auteur de l'Évangile de Jean, était le même que l'apôtre Jean. Polycarpe en 156 a essayé et n'a pas réussi à persuader Anicetus, évêque de Rome, de faire célébrer Pâques le 14 Nisan par l'Occident, comme à l'Est. Il a rejeté la suggestion du pape que l'Orient utilise la date occidentale. En 155, les Smyrniotes ont exigé l'exécution de Polycarpe et il est mort martyr. La légende raconte que les flammes allumées pour le tuer ont refusé de le brûler et que lorsqu'il a été poignardé à mort; il s'échappa tant de sang de son corps qu'il éteignit les flammes autour de lui.
Le Pasteur d'Hermas était populaire dans l'église primitive, considéré comme un livre précieux par de nombreux chrétiens, et considéré comme l'écriture canonique par certains des premiers pères de l'Église. Il a été écrit à Rome, en grec. Le berger avait une grande autorité aux deuxième et troisième siècles. Il a été cité comme Écriture par Irénée et Tertullien et était lié au Nouveau Testament dans le Codex Sinaiticus, et il a été inscrit entre les Actes des Apôtres et les Actes de Paul dans la liste stichométrique du Codex Claromontanus. D'autres premiers chrétiens, cependant, considéraient l'œuvre comme apocryphe.

### Pères grecs
Ceux qui ont écrit en grec sont appelés les pères grecs (de l'Église). Les pères grecs célèbres du deuxième siècle (autres que les pères apostoliques) comprennent Irénée de Lyon, Clément d'Alexandrie, et leurs disciples respectifs, Hippolyte de Rome et Origène.
Irénée de Lyon (130 – 202) était évêque de Lugdunum en Gaule, qui est maintenant Lyon en France. Ses écrits ont été formatifs au début du développement de la théologie chrétienne et il est reconnu comme un saint par l'Église orthodoxe orientale et l'Église catholique romaine. Il était un notable apologétique. Il était également un disciple de Polycarpe, qui aurait été un disciple de Jean l'Évangéliste. Son livre le plus connu, Contre les hérésies (180) énumérait les hérésies et les ont attaquées. Irénée a écrit que le seul moyen pour les chrétiens de conserver l'unité était d'accepter humblement une autorité doctrinale: les conseils épiscopaux. Irénée a été le premier à proposer que les quatre évangiles soient acceptés comme canoniques.
Hippolyte de Rome (vers 170-235) fut l'un des écrivains les plus prolifiques du christianisme primitif. Hippolyte est né au cours de la seconde moitié du IIe siècle, probablement à Rome. Photius le décrit dans sa Bibliotheca (cod.121) comme un disciple d'Irénée, et d'après le contexte de ce passage, il est supposé qu'il a suggéré qu'Hippolyte se dénommait ainsi. Cependant, cette affirmation est douteuse. Il est entré en conflit avec les papes de son temps et a dirigé pendant un certain temps un groupe distinct. Pour cette raison, il est parfois considéré comme le premier antipape. Cependant, il mourut en 235 ou 236 réconcilié avec l'Église et en tant que martyr[réf. nécessaire].
Clément d'Alexandrie (150 – 215) était un théologien chrétien et le chef de la célèbre école catéchétique d'Alexandrie et connaissait bien la littérature païenne. On se souvient surtout de Clément en tant que professeur d'Origène. Il a utilisé le terme « gnostique » pour les chrétiens qui avaient atteint l'enseignement plus profond du Logos. Il a combiné les traditions philosophiques grecques avec la doctrine chrétienne et a développé un platonisme chrétien. Il a présenté le but de la vie chrétienne comme une déification, identifiée à la fois comme l'assimilation du platonisme à Dieu et l'imitation biblique de Dieu.
Selon la tradition, Origène (184 - 253) était un Egyptien qui enseignait à Alexandrie, relançant l'école catéchistique où Clément avait enseigné. En utilisant sa connaissance de l'hébreu, il a produit une Septante corrigée et a écrit des commentaires sur tous les livres de la Bible. Dans Peri Archon (Sur les Principes), il a articulé la première exposition philosophique de la doctrine chrétienne. Il a interprété les écritures de manière allégorique, montrant des influences stoïciennes, néo-pythagoriciennes et platoniciennes. Comme Plotin, il a écrit que l'âme passe par des étapes successives avant l'incarnation en tant qu'humain et après la mort, atteignant finalement Dieu. Il imaginait même des démons réunis avec Dieu. Pour Origène, Dieu n'était pas Yahweh mais le Premier Principe, et Christ, le Logos, lui était subordonné. Ses vues d'une structure hiérarchique de la Trinité, de la temporalité de la matière, de la « fabuleuse préexistence des âmes » et de la « restauration monstrueuse qui en découle » ont été déclarées anathèmes au VIe siècle,. Le patriarche d'Alexandrie a d'abord soutenu Origène, mais l'a ensuite expulsé pour avoir été ordonné sans l'autorisation du patriarche. Il a déménagé à Césarée Maritima et y est décédé après avoir été torturé pendant une persécution.

### Pères latins
Les Pères de l'Église qui ont écrit en latin sont appelés les Pères latins (de l'Église).
Tertullien (155 – 240), qui a été converti au christianisme avant 197, était un auteur prolifique d'ouvrages apologétiques, théologiques, controversés et ascétiques. Il a écrit trois livres en grec et a été le premier grand écrivain du christianisme latin, et est donc parfois connu comme le « Père de l'Église latine ». Il était évidemment avocat à Rome et fils d'un centurion romain[réf. nécessaire]. Tertullien aurait introduit le terme latin trinitas en ce qui concerne le Divin (Trinité) au vocabulaire chrétien (mais Theophilus d'Antioche a déjà écrit de « la Trinité, de Dieu et Sa Parole, et sa sagesse », qui est similaire mais pas identique à la formulation trinitaire) et aussi probablement la formule « trois personnes, une substance » comme le latin « tres Personae, una Substantia » (lui-même du grec koine « treis Hypostases, Homoousios »), ainsi que les termes « vetus testamentum » (Ancien Testament) et « novum testamentum » (Nouveau Testament). Dans son Apologeticus, il fut le premier auteur latin à qualifier le christianisme de « vera religio » (vraie religion) et à reléguer systématiquement la religion classique de l'Empire romain et d'autres cultes acceptés au rang de simples « superstitions ». Tertullien a dénoncé les doctrines chrétiennes qu'il considérait comme hérétiques, mais plus tard dans sa vie, Tertullien est considéré par la plupart comme ayant rejoint les Montanistes, une secte hérétique qui a fait appel à son rigorisme.
Cyprien (200-258) était évêque de Carthage et un important écrivain paléochrétien. Il est probablement né au début du IIIe siècle en Afrique du Nord, peut-être à Carthage, où il a reçu une excellente éducation classique. Après sa conversion au christianisme, il est devenu évêque en 249 et est finalement décédé en martyr à Carthage[réf. nécessaire].

### Attitude envers les femmes
L'attitude des Pères de l'Église à l'égard des femmes correspond aux règles de la loi juive concernant le rôle d'une femme dans le culte, bien que l'église primitive ait permis aux femmes de participer au culte - ce qui n'était pas autorisé dans la Synagogue (où les femmes étaient limitées à la cour extérieure). La première épître de Deutero-Pauline à Timothée enseigne que les femmes doivent rester silencieuses pendant le culte public et ne doivent pas instruire les hommes ou exercer une autorité sur eux. L'épître aux Éphésiens, qui est aussi deutéro-paulinienne, appelle les femmes à se soumettre à l'autorité de leurs maris.
Elizabeth A. Clark dit que les Pères de l'Église considéraient les femmes à la fois comme « le bon cadeau de Dieu aux hommes » et comme « la malédiction du monde », à la fois comme « faibles d'esprit et de caractère » et comme des personnes qui « faisaient preuve d'un courage intrépide et se sont engagées prodigieux prouesses savantes. (Quoi ?)» 

## Légalisation

### Persécutions et tolérance
Il n'y eut pas de persécution des chrétiens à l'échelle de l'empire jusqu'au règne de Dèce au IIIe siècle. Alors que l'Empire romain vivait la crise du IIIe siècle l'empereur Dèce a promulgué des mesures visant à restaurer la stabilité et l'unité, y compris l'exigence que les citoyens romains affirment leur loyauté par le biais de cérémonies religieuses se rapportant au culte impérial. En 212, la citoyenneté universelle avait été accordée à tous les habitants de l'empire nés librement et, avec l'édit de Dèce imposant la conformité religieuse en 250, les citoyens chrétiens étaient confrontés à un conflit insoluble: tout citoyen qui refusait de participer à la supplication à l'échelle de l'empire était soumis à la peine de mort. Bien qu'elle ne dure qu'un an la persécution décienne était une rupture sévère avec la politique impériale précédente selon laquelle les chrétiens ne devaient pas être recherchés et poursuivis comme déloyaux par nature. Même sous Décius, les chrétiens orthodoxes n'étaient soumis à l'arrestation que pour leur refus de participer à la religion civique romaine et il ne leur était pas interdits de se réunir pour le culte. Les gnostiques ne semblent pas avoir été persécutés.
Le christianisme a prospéré au cours des quatre décennies connues sous le nom de « petite paix de l'Église », à commencer par le règne de Gallien (253-268), qui a publié le premier édit officiel de tolérance concernant le christianisme. L'ère de la coexistence a pris fin lorsque Dioclétien a lancé la dernière et « Grande » Persécution en 303.
L'édit de Serdica a été publié en 311 par l'empereur romain Galère, mettant fin officiellement à la persécution dioclétienne du christianisme en Orient. Avec l'édit de Milan en 313 les empereurs romains Constantin le Grand et Licinius légalisèrent la religion chrétienne, la persécution des chrétiens par l'État romain cessa.

### Expansion

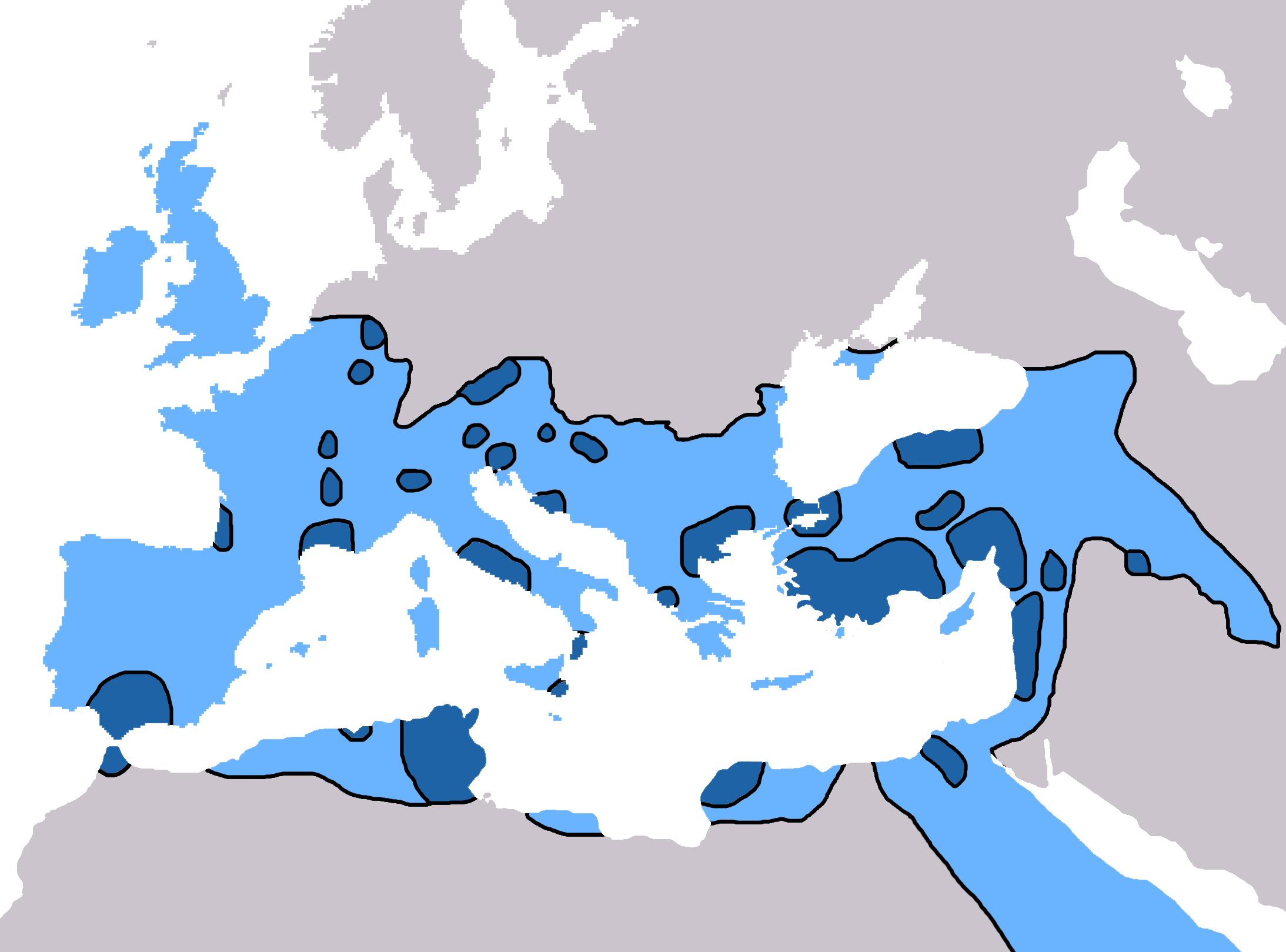
Spread of Christianity to AD 325

Le christianisme s'est propagé aux peuples parlant l'araméen le long de la côte méditerranéenne et aussi dans les parties intérieures de l'Empire romain et au-delà dans l'Empire parthe et plus tard l'Empire sassanide, y compris la Mésopotamie, qui a été dominée à différentes époques et selon des variations étendues par ces empires. En 301, le Royaume d'Arménie est devenu le premier État à déclarer le christianisme comme religion d'État, après la conversion de la Maison royale des Arsacides en Arménie. Le christianisme étant la foi dominante dans certains centres urbains, les chrétiens représentaient environ 10% de la population romaine sur 1 million, selon certaines estimations.
Dans la seconde moitié du IIe siècle, le christianisme s'était propagé à l'est en Médie, en Perse, en Parthie et en Bactriane. Les vingt évêques et de nombreux prêtres étaient davantage de l'ordre des missionnaires itinérants, passant d'un endroit à un autre comme le faisait Paul et pourvoyant à leurs besoins en tant que marchands ou artisans.
Diverses théories tentent d'expliquer comment le christianisme a réussi à se répandre avec autant de succès avant l'édit de Milan (313). Dans The Rise of Christianity, Rodney Stark soutient que le christianisme a remplacé le paganisme principalement parce qu'il a amélioré la vie de ses adhérents de diverses manières. Dag Øistein Endsjø soutient que le christianisme a été aidé par sa promesse d'une résurrection générale des morts à la fin du monde qui était compatible avec la croyance grecque traditionnelle selon laquelle la véritable immortalité dépendait de la survie du corps. Selon Will Durant, l'Église chrétienne a prévalu sur le paganisme parce qu'elle offrait une doctrine beaucoup plus attrayante et parce que les dirigeants de l'Église répondaient mieux aux besoins humains que leurs rivaux.
Bart D. Ehrman attribue la propagation rapide du christianisme à cinq facteurs: (1) la promesse de salut et de vie éternelle pour tous était une alternative attrayante pour les religions romaines; (2) les histoires de miracles et de guérisons ont prétendument montré que le seul Dieu chrétien était plus puissant que les nombreux dieux romains; (3) le christianisme a commencé comme un mouvement populaire offrant l'espoir d'un avenir meilleur dans la prochaine vie pour les classes inférieures; (4) Le christianisme a éloigné les fidèles des autres religions, car les convertis devaient abandonner le culte des autres dieux, ce qui était inhabituel dans l'Antiquité où le culte de nombreux dieux était courant; (5) dans le monde romain, convertir une personne signifiait souvent convertir tout le ménage, si le chef du ménage était converti, il décidait de la religion de sa femme, de ses enfants et de ses esclaves.

### Sources Web
1. ↑  « Persecution in the Early Church », Religion Facts (consulté le 26 mars 2014)